# Bæjarás (ås i Island, lat 65,37, long -17,27)
Bæjarás är en ås i republiken Island. Den ligger i regionen Norðurland eystra, 250 km nordost om huvudstaden Reykjavík.